# Tetragnatha squamata
Espèce
Synonymes
- Tetragnatha recurva Schenkel, 1936
- Tetragnatha bandapula Barrion, Barrion-Dupo & Heong, 2013
- Tetragnatha laochenga Barrion, Barrion-Dupo & Heong, 2013

Tetragnatha squamata est une espèce d'araignées aranéomorphes de la famille des Tetragnathidae.

## Distribution
Cette espèce se rencontre au Japon, en Russie, en Corée du Sud, à Taïwan, en Chine et en Inde.

## Description
Les mâles mesurent de 3,2 à 5,3 mm et les femelles de 4,0 à 5,8 mm.
Les femelles ont un corps vert foncé avec un abdomen vert clair et une tache rouge-brun à l'avant. Les mâles ont un aspect analogue, ils sont seulement plus petits, plus minces et ont des pattes plus longues. Ils n’ont pas une seule tache mais deux sur l'abdomen.

## Systématique et taxinomie
Cette espèce a été décrite par Karsch en 1879.
Tetragnatha recurva a été placée en synonymie par Zhu, Song et Zhang en 2003.
Tetragnatha bandapula et Tetragnatha laochenga ont été placées en synonymie par Lin, Wu, Cai, Li, Barrion et Heong en 2023.

## Galerie

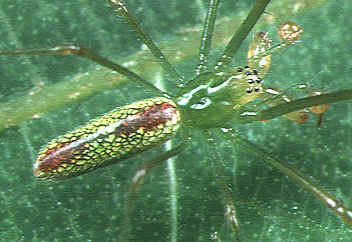
mâle
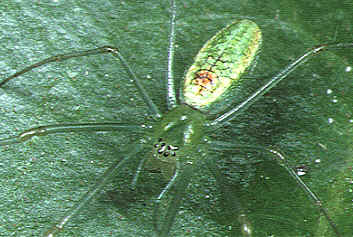
femelle
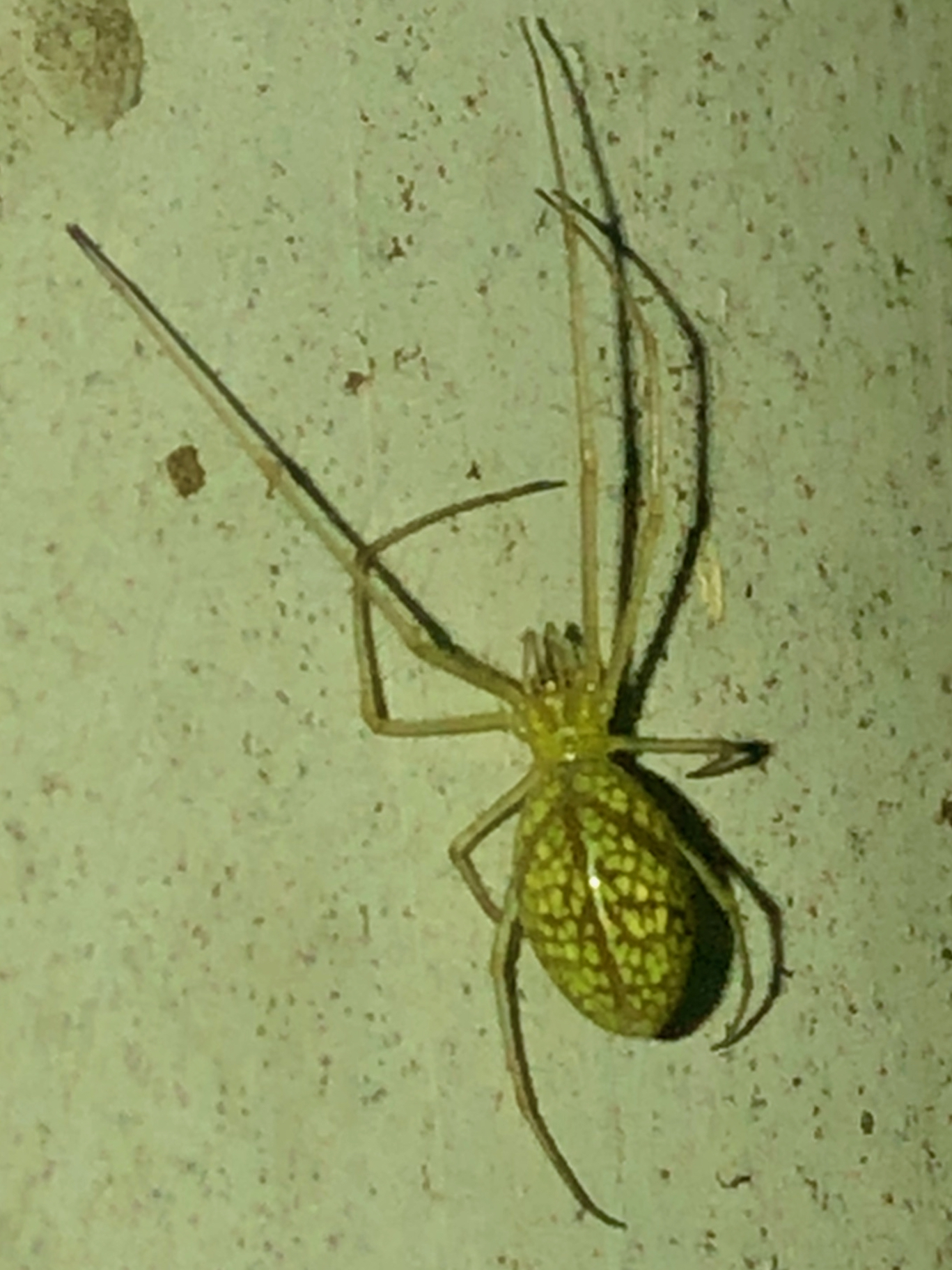
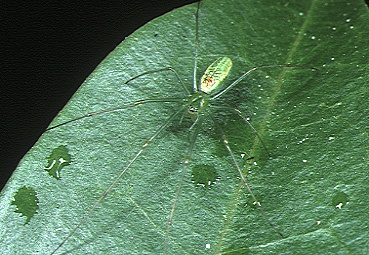
femelle
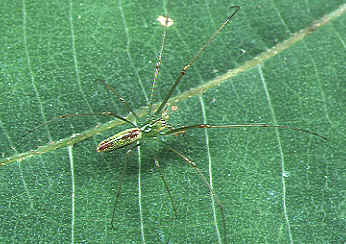
mâle

## Publication originale
- Karsch, 1879  : « Baustoffe zu einer Spinnenfauna von Japan. » Verhandlungen des naturhistorischen Vereins der preussischen Rheinlande und Westfalens, vol. 36, p. 57-105.